# Zugskommandant
Der Zugskommandant bezeichnet in Österreich bei der Feuerwehr, dem Roten Kreuz und beim Bundesheer den Kommandanten eines Zuges. Davon strikt zu trennen ist der österreichische militärische Dienstgrad Zugsführer.

## Zugskommandant bei der Feuerwehr
Bei den Feuerwehren in Österreich besteht ein Zug laut Dienstpostenplan aus 22 Mann, welche sich aus zwei Gruppen, den Zugskommandanten, den Zugtruppkommandanten sowie zwei Kraftfahrer und Schreiber/Funker zusammensetzen. Im Einsatz besteht ein Zug üblicherweise aus mindestens zwei Gruppen. Eine Ausnahme hiervon ist zum Beispiel der KHD-Zug, welcher aus vier bis fünf Gruppen gebildet wird.
Voraussetzung für den Dienstposten des Zugskommandanten ist die Gruppenkommandantenausbildung und darauf aufsetzend das Absolvieren der für die Zugskommandantenausbildung benötigten Ausbildungsmodule (Niederösterreich).
Der Zugskommandant erhält vom Einsatzleiter den Einsatzbefehl, formuliert den Befehl für seinen Einsatzbereich und gibt ihn an seine Gruppen weiter.

## Zugskommandant beim Militär
Wie bei der Feuerwehr wird beim Bundesheer ein Zug aus mehreren Gruppen gebildet. Hier muss aber zwischen den verschiedenen Waffengattungen unterschieden werden. So besteht ein Panzerzug aus vier Panzern (zu je vier Mann), ein Jägerzug (im Assistenzeinsatz zur Grenzsicherung auch Assistenzzug genannt) aus 42 Mann. In der Kommandostruktur ist die dem Zugskommandanten übergeordnete Funktion die des Kompaniekommandanten.

## Zugskommandant beim Roten Kreuz
Wie bei Militär und Feuerwehr wird beim Roten Kreuz ein Zug aus mehreren Gruppen gebildet. Zugskommandant ist eine Funktion im Roten Kreuz. Die damit einhergehenden Dienstgrade sind Sanitätsmeister, Obersanitätsmeister und Hauptsanitätsmeister. Voraussetzung für die Funktion des Zugskommandanten ist die Gruppenkommandantenausbildung (Führungskräfteausbildung FK-I) und darauf aufbauend das Absolvieren der Zugskommandantenausbildung (Führungskräftausbildung FK-II). Zugskommandanten werden als Einsatzleiter bei Großschadensereignissen und bei großen Ambulanzdiensten eingesetzt.